# پسافوردگرایی
پسافوردگرایی نظام غالب تولید اقتصادی، مصرف و پدیده‌های اقتصادی و اجتماعی اقتصادی در اکثر کشورهای صنعتی از اواخر سده بیستم است. در تضاد با فوردگرایی، نظام تدوین شده در کارخانه‌های اتومبیل‌سازی هنری فورد، که در آن کارگران روی یک خط تولید کار می‌کنند، وظایف تخصصی را به صورت مکرر انجام می‌دهند و از طریق مدیریت علمی تیلوری ساماندهی می‌شوند. تعریف ماهیت و دامنه پسافوردیسم متفاوت و در میان دانشمندان مورد اختلاف است. تغییرات در ماهیت نیروی کار شامل رشد فرآیندهای کار و گردش کار با تکیه بر فناوری‌های اطلاعات و ارتباطات و نیروی کار دیجیتال است.

## مکتب تنظیم
مکتب تنظیم (همچنین معروف به نو-مارکسیست) گروهی از نویسندگان در اقتصاد سیاسی و اقتصاد هستند که منشأ آن را می‌توان در اوایل دهه ۱۹۷۰ در فرانسه ردیابی کرد، جایی که بی‌ثباتی اقتصادی و رکود اقتصادی در اقتصاد فرانسه گسترده بود. اصطلاح تصمیم‌گیری توسط Destanne de Bernis فرانسوی، که هدفش استفاده از این رویکرد به عنوان یک نظریه سامانه‌ها بود برای به روز کردن تحلیل اقتصادی مارکسی بود، ابداع شد. این نویسندگان تحت تأثیر مارکسیسم ساختاری، مکتب آنال، نهادگرایی، رویکرد جوهرگرایی کارل پولانی و نظریه چارلز بتلهایم و دیگران هستند و بدنبال ارائه ظهور اشکال جدید اقتصادی (و از این رو اجتماعی) از لحاظ تنش‌های درون ترتیبات موجود بودند. از آنجا که آنها به چگونگی سیستمهای انباشت سرمایه خاص از لحاظ تاریخی «تنظیم» یا تثبیت می‌شوند علاقه دارند، رویکرد آنها «رویکرد تنظیم» یا «نظریه تنظیم» نامیده می‌شود.